# Mindan

Bandera del Mindan.

La Unió de coreans residents al Japó (en coreà, 재일본대한민국민단), més coneguda com a Mindan (민단) és una organització de persones d'ètnia coreana que resideixen al Japó. L'agrupació s'encarrega d'organitzar activitats orientades a la integració i suport de la comunitat coreana al país nipó, i des de la seva fundació el 1946 s'ha mostrat propera políticament a la veïna República de Corea (Corea del Sud).
Mindan és l'organització que compta amb més afiliats coreans al Japó per davant de Chongryon, més proper a la RPD de Corea. A diferència del grup pro-nord-coreà, Mindan es defineix en els seus estatuts com una organització sense ànim de lucre, per la qual cosa les seves activitats es redueixen a oferir assessorament legal, integrar els coreans en la comunitat i promoure la cultura coreana.

## Història

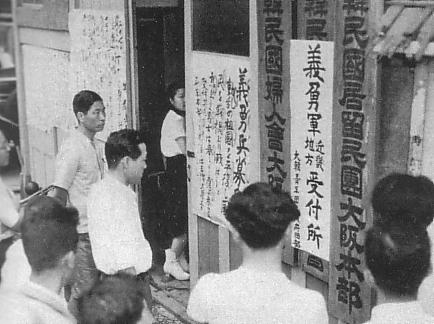
El Mindan va reclutar voluntaris per lluitar amb els Aliats i Corea del Sud en la Guerra de Corea.

Quan l'ocupació japonesa de Corea va acabar el 1945, els coreans van deixar de ser considerats japonesos i van obtenir una nacionalitat provisional, coneguda com a Joseon, a l'espera que es creés una república independent a la península de Corea. No obstant això, el 1948 es van constituir dos estats: la República Democràtica Popular de Corea al nord, de cort comunista, i la República de Corea al sud, sota el suport dels Estats Units.
El Govern japonès va reconèixer la República de Corea com l'única autoritat de la península i no va mantenir relacions amb la RPD de Corea, per la qual cosa va atorgar als ciutadans d'ètnia coreana residents al Japó dues opcions: mantenir la nacionalitat japonesa o adquirir la nova nacionalitat sud-coreana. D'altra banda, un grup de persones va renunciar a ambdues nacionalitats i va mantenir l'estatus de Joseon al no poder ser reconeguts com a nord-coreans.
Per ajudar a la comunitat d'aquest país, formada aleshores per 700.000 persones, diversos ciutadans van constituir el 1946 la Unió de coreans residents al Japó, favorable a les tesis de Corea del Sud, i des d'un principi va haver d'enfrontar-se a agrupacions coreanes més properes a la República Democràtica Popular, com Chongryon. Una de les primeres activitats de Mindan va ser l'enviament de més de 600 voluntaris a la Guerra de Corea per lluitar en el bàndol aliat contra les forces comunistes.
Durant diversos anys Mindan es va mantenir per darrere de Chongryon, amb molta influència en els anys 1960. Chongryon realitzava en aquest temps una campanya per aconseguir que els ciutadans emigressin a Corea del Nord. Mindan es va oposar amb fermesa amb contra-campanyes i boicots, i va impulsar una sèrie d'acords amb el Govern del Japó per aconseguir que els coreans poguessin obtenir amb major facilitat un dret de residència permanent.
A partir dels anys 1970, el descrèdit de Corea del Nord en l'opinió pública japonesa i l'enlairament econòmic de Corea del Sud van provocar un augment del nombre d'afiliats a Mindan. En aquests anys l'organització va lluitar pels drets de la comunitat coreana, consolidant-se com la primera organització d'ètnia coreana al país nipó, i va tractar de millorar les seves relacions amb Chongryon.